# Gerolamo De Franchi Toso (1522-1586)
Pour les articles homonymes, voir Gerolamo De Franchi Toso.
Gerolamo De Franchi Toso (né en 1522 à Gênes et mort en 1586 dans la même ville) est le soixante-treizième doge de Gênes du 21 octobre 1581 au 21 octobre 1583.